# 馮家明
馮家明（英語：Fung Ka Ming），筆名家明，香港影評人。香港粵語片研究會及香港電影評論學會成員。曾任金馬獎評審，現為大學高級講師。

## 經歷
馮家明小時候家住黃大仙東頭邨，旁邊是麗宮戲院，因此可以常在那裡觀看二輪西片，到中學時已不時到戲院觀看另類或藝術電影。1995年畢業於香港中文大學藝術系，大學時期為《年青人周報》撰寫電影專欄，文章曾見於《電影雙周刊》及《信報》等，現見於《明報》。曾擔任鮮浪潮短片節、金馬獎（第46屆、第52屆及第56屆）評審

。編有《溜走的激情：80年代香港電影》。2000年客串演出黃修平導演的《燦若繁星》。歷年來在百老匯電影中心、中學、大專學院及電影節主持電影講座及課程，亦曾為香港中文大學策劃籌辦「博群電影節」。現為香港演藝學院電影電視學院高級講師（電影歷史及理論研究）。

## 作品
- 《視聽之餘──香港及華語電影雜感》[9]

### 影評文章
- 影評專欄「家明雜感」見於《明報》副刊「星期日生活」